# Gottlob Frege
Friedrich Ludwig Gottlob Frege (Wismar, 8 november 1848 – Bad Kleinen, 26 juli 1925) was een Duitse wiskundige, logicus en filosoof. Hij wordt beschouwd als een van de grondleggers van de moderne, wiskundige logica en de analytische filosofie.

## Biografie
Frege werd geboren in Wismar. In 1869 begon hij zijn studie aan de Universiteit van Jena. Twee jaar later vervolgde hij zijn studie in Göttingen, waar hij in 1873 ook promoveerde. Twee jaar later keerde hij terug naar Jena, waar hij docent werd in de wiskunde. In 1879 werd hij universitair hoofddocent, in 1896 werd hij aangesteld als hoogleraar.

## Werk
Frege wordt alom beschouwd als de meest invloedrijke logicus sinds Aristoteles. Zijn Begriffsschrift (Beschrijving der Begrippen) uit 1879 was het begin van een nieuw tijdperk in de wiskundige logica en was een poging een nieuw tekenschrift voor de logica te introduceren. Hoewel het als tekenschrift geen succes was, verdrong zijn theorie gebaseerd op zijn tekenschrift, vrijwel onmiddellijk de termenlogica die al sinds de tijd van Aristoteles de alleenheerschappij hield op het gebied van de logica. Het Begriffsschrift was vernieuwend en introduceerde een aantal concepten die tegenwoordig het hart vormen van de wiskunde, zoals het gebruik van kwantificatie (die het middeleeuwse probleem van meerwaardige generaliteit oploste) en een heldere behandeling van functies en variabelen.
Frege was de eerste die erin slaagde om een axiomatisering van propositielogica en predicatenlogica op te stellen – waarbij hij de laatste persoonlijk uitgevonden heeft. Ook kwantificatie – grondslag voor Bertrand Russells Theorie der Beschrijvingen (Theory of Descriptions) en Russell en Alfred North Whiteheads Principia Mathematica – was van Freges hand. Freges werk kreeg tijdens zijn eigen leven niet veel aandacht; zijn ideeën vonden postuum ingang via enkele personen die erdoor beïnvloed werden. Hieronder waren onder meer Russell en Whitehead, Giuseppe Peano, Georg Cantor, Ludwig Wittgenstein en Edmund Husserl. De volledige lijst is in essentie een "who's who" van de moderne wiskunde.
Frege wordt beschouwd als een van de grondleggers van de analytische filosofie, voornamelijk vanwege zijn enorme en zeer systematische bijdragen aan de taalfilosofie en met name zijn functie-versus-argument analyse van de propositie, zijn onderscheid tussen overdrachtelijk en verwijzend gebruik van de eigennaam, zijn onderscheid tussen concept en object en het door hem voorgestelde principe van context. Hij correspondeerde hierover met vele van de voornaamste logici en filosofen van zijn tijd, waaronder Max Schröder en Edmund Husserl. Hij was ook een sterk criticus van het psychologisme, de reductie van logica tot psychologie, en bekritiseerde Husserls psychologistische neigingen in diens Philosophie der Arithmetik (1891) waarna Husserl het psychologisme afzwoer.
Frege was de eerste belangrijke voorstander van het logicisme – het idee dat wiskunde reduceerbaar is tot logica. Zijn Grundgesetze der Arithmetik (Grondwetten van Rekenkunde) was een poging om de wetten van de rekenkunde uit de logica af te leiden. Na publicatie van het eerste deel (op Freges eigen kosten) ontdekte Russell de Russellparadox en toonde aan dat de axioma's van de Grondwetten tot deze tegenstelling leidden. Hij schreef Frege hierover, die de paradox onderkende in een appendix bij het tweede deel van zijn werk. Hij gaf aan welk axioma hij als het verkeerde beschouwde. Frege slaagde er echter nooit in de axioma's naar voldoening aan te passen. Pas na zijn dood bewees Kurt Gödel de onmogelijkheid van de logicistische onderneming met de naar hem genoemde onvolledigheidsstelling. Aan de ene kant betekende dit het einde van Freges droom; aan de andere kant betekende het dat Freges werk het begin vormde van een diepere kennis dan hij zelf ooit kon vermoeden.
Ondanks al zijn bijdragen en lof van Bertrand Russell bleef Frege gedurende zijn leven een vrij obscuur persoon. Erkenning van zijn werk kwam pas ten gevolge van de werken van Wittgenstein, die geheel handelden over filosofie in het licht van Freges werk.
Experts op het gebied van Freges werk zijn onder meer Michael Dummett, Günther Patzig, Hans Sluga, en Terence Parsons. Uit Dummett's biografie en de door hem gepubliceerde correspondentie blijkt duidelijk dat Frege een reactionair en pre-fascist was.

## Voornaamste werken
- Begriffsschrift, eine der arithmetischen nachgebildete Formelsprache des reinen Denkens, Halle a. S., 1879
- Die Grundlagen der Arithmetik: eine logisch-mathematische Untersuchung über den Begriff der Zahl, Breslau, 1884
- "Funktion und Begriff": Lezing bij de bijeenkomst op 9 januari 1891 van de Jenaischen Gesellschaft für Medizin und Naturwissenschaft, Jena, 1891
- "Über Sinn und Bedeutung" ("Over zin en betekenis)", in Zeitschrift für Philosophie und philosophische Kritik, C (1892): 25-50
- "Über Begriff und Gegenstand", in Vierteljahresschrift für wissenschaftliche Philosophie, XVI (1892): 192-205
- Grundgesetze der Arithmetik, Jena: Verlag Hermann Pohle, Band I (1893), Band II (1903)
- "Was ist eine Funktion?", in Festschrift: Ludwig Boltzmann gewidmet zum sechzigsten Geburtstage, 20. Februar 1904, S. Meyer (ed.), Leipzig, 1904, p. 656-666
- "Der Gedanke: Eine logische Untersuchung", in Beiträge zur Philosophie des Deutschen Idealismus I (1918-1919): 58-77
- "Die Verneinung", in Beiträge zur Philosophie des deutschen Idealismus I (1918-1919): 143-157
- "Gedankengefüge", in Beiträge zur Philosophie des Deutschen Idealismus III (1923): 36-51
- Logical Investigations, Oxford, Basil Blackwell (1977). Engelse vertaling van de drie laatstgenoemde publicaties, Thoughts (Der Gedanke), Negation (Die Verneinung) en Compound Thoughts (Gedankengefüge). Deze drie publicaties waren bedoeld om enkele hoofdstukken te vormen van een nog uit te geven boek onder de titel Logische Untersuchungen. Dit boek heeft Frege nooit afgerond. In 1977 werden ze in Engelse vertaling van P.T. Geach en R.H. Stoothoff alsnog tezamen uitgegeven onder dezelfde titel met een voorwoord van P.T. Geach.